# José Luis Gayà
José Luis Gayà Pena (Pedreguer, Alicante, Spania; 25 mai din 1995) este un fotbalist spaniol care joacă ca fundaș stângă la Valencia CF din La Liga din Spania.

## Naționala
Chemat de categoriile inferioare de la echipa spaniolă și fiind fix în u-19, a debutat cu 19 ani la naționala sub-21, pe 8 septembrie din 2014, în Puertollano împotriva Austriei (1-1), convocat de antrenorul Albert Celades care l-a sunat pe Gayà pentru al înlocui pe Alberto Moreno, accidentat. De atunci, antrenorul Vicente del Bosque, a declarat public de a avea foarte în cont jucătorul pentru absolută.